# إيونا
إيونا (بالإنجليزية: Iona)‏ (بالغيلية الأسكتلندية: i Chaluim Chille) هي جزيرة صغيرة في هبرديس الداخلية قبالة مجموعة جزر مول على الساحل الغربي لاسكتلندا. وكانت مركز الرهبنة الغيلية لمدة أربعة قرون، واليوم تشتهر بالهدوء والجمال الطبيعي. وهي مقصد سياحي شهير، ومكان معروف لممارسة الرياضة الروحية. اسمها الحديث «إيونا» يعني بالغيلية مشتق من القديس كولومبا.

## التاريخ
في فترة تاريخية مبكرة كانت جزيرة إيونا تقع ضمن المملكة الغيلية دالريادا. كانت الجزيرة مسرحا هاما لأعمال الأديرة (انظر دير إيونا) خلال أوائل العصور الوسطى. ووفقا للحكايات التقليدية فقد تأسست الدير في العام 563 من قبل الراهب كولومبا، الذي كان قد نفي من وطنه أيرلندا نتيجة لتورطه في معركة (Cúl Dreimhne).

## في الوقت الحاضر
الجزيرة، وغيرها من الأراضي التي تملكها كاتدرائية إيونا، تم شراؤها من دوق أرغل هيو فريزر عام 1979 وتم التبرع بها إلى الصندوق الوطني الاسكتلندي. في العام 2001 كان عدد سكان إيونا يبلغ 125 شخصا وبحلول الوقت لتعداد 2011 نما عدد السكان ليصل إلى 177 من السكان المقيمين بصفة دائمة.  وخلال نفس الفترة نما عدد سكان الجزر الاسكتلندية بشكل عام بنسبة 4٪ ليصل إلى 103702 شخصا.

## أعلام
- كولومبا
- دونالد الثالث ملك اسكتلندا
- دوب ملك اسكتلندا
- كينيث ماك ألبين
- ماكبث، ملك اسكتلندا